# 宮本文晴
宮本 文晴（みやもと ふみはる、1969年3月31日 - ）は、和歌山県出身の元自転車競技選手。

## 来歴
和歌山県立和歌山北高等学校在籍時代、1986年の全国高等学校総合体育大会自転車競技大会・個人追抜で優勝。
日本大学在籍時代、1988年のソウルオリンピック・団体追抜に出場し15位。
1991年、日本鋪道（チームNIPPO）に加入。
現在、日本学生自転車競技連盟の理事を務めている。